# Walther Noack
Walther Noack (ook: Walter Noack) (Berlijn, 12 juni 1900 – ?, 1992) was een Duits componist, dirigent, violist en muziekuitgever. Voor bepaalde werken gebruikte hij de pseudoniemen Paul Dillinger, Ted Morton, James Reed, Laughlin en Maclaughlin.

## Levensloop
Noack studeerde viool en orkestdirectie in Berlijn. Hij werkte eerst als muzikant en dirigent voor radio en film in Berlijn. Later begon hij ook te componeren, vooral voor de omroep. Na de Tweede Wereldoorlog vertrok hij eerst naar Eschwege en leefde vanaf 1952 te Wiesbaden. In Wiesbaden richtte hij een muziekuitgeverij op, waar een aantal van zijn werken gepubliceerd werd. Dit bedrijf is later overgegaan in de muziekuitgeverij Otto Wrede "Regina Verlag". 
Als componist schreef Noack werken voor verschillende genres. 

## Composities

### Werken voor orkest
- 1930 Tee bei Maikäfer's, karakterstuk voor orkest
- 1937 Fest im Elysium, ouverture voor orkest
- 1952 Tanz Elegie, voor orkest
- Auftakt, ouverture voor orkest
- Fest der Zwerge, karakterstuk voor orkest
- Sommernacht am Meer, wals voor orkest

### Werken voor harmonieorkest
- Astoria Marsch, voor harmonieorkest
- Aus der kleinen Garnison, intermezzo voor harmonieorkest
- Berolina Marsch, voor harmonieorkest
- Capriccio d'amore, intermezzo voor harmonieorkest
- Der Steirer-Marsch "Hoch vom Dachstein", voor harmonieorkest
- Es grüne die Tanne - "Jetzt geh' i ans Brünnele", voor harmonieorkest
- Fest der Zwerge, karakterstuk voor harmonieorkest
- Flitterwochen, intermezzo voor harmonieorkest
- La Manola, Spaanse dans voor harmonieorkest
- O Hannes, wat'n Hot - Alter Kehrenmarsch, voor harmonieorkest
- Praterliebe, intermezzo voor harmonieorkest
- Schwäbische Herzen, voor harmonieorkest
- Zum Beginn - "Freut Euch des Lebens", voor harmonieorkest
- Zum Feierabend - Marsch mit dem Lied "s' Feieromd", voor harmonieorkest

### Vocale muziek

#### Werken voor koor
- 1985 Vergissmeinnicht, voor gemengd koor a capella

#### Liederen
- 1985 Vergissmeinnicht, voor zangstem en piano
- In dem Häuserl mit dem Kranzerl, voor zangstem en piano
- In dem Häuschen mit dem Sträußchen, voor zangstem, gitaar en piano  - tekst: Karl Keiper
- Mein Herz hängt an Wien, wals voor zangstem en piano
- Wie schön ist die Welt, wals voor zangstem en orkest

### Kamermuziek
- Der Stei´rer Marsch, voor 2 violen, dwarsfluit, klarinet, trompet en piano

### Werken voor accordeon
- Zwei Volkstänze